# Remaclus
Remaclus of Remakel (Aquitanië, ca. 600 - Stavelot, ca. 673) was een geestelijke, kloosterstichter, missiebisschop en bisschop van Maastricht. De feestdag van de heilige Remaclus is op 3 september.

## Levensbeschrijving en legende
Volgens de legende zou Remaclus een leerling zijn geweest van Sulpitius van Bourges en werd hij in 624 monnik in de Keltisch christelijke abdij van Luxeuil. Samen met Eligius van Noyon stichtte hij de abdij van Solignac bij Limoges, waar hij in 632 de eerste abt werd. Theodardus zou er een leerling van hem zijn geweest. Andere leerlingen van Remaclus waren Hadelinus van Celles en Sint-Trudo. Die laatste zou hij ontmoet hebben in Zepperen.
Rond 647 trok Remaclus naar de Ardennen, waar hij in 648 de abdij van Stavelot stichtte. Hierna benoemde de Frankische koning Sigibert hem tot bisschop van Maastricht als opvolger van Amandus.
Tussen 670 en 676, waarschijnlijk in 673, stierf Remaclus in Stavelot. Kort daarna werd zijn stoffelijk overschot naar de abdijkerk overgebracht, waar het in 1042 "tot de eer der altaren werd verheven". Dit betekent dat zijn relieken in een altaar werden bijgezet, wat in de middeleeuwen gelijk stond met een heiligverklaring.

## Nalatenschap

### Kunstvoorwerpen
Beelden van Sint-Remaclus bevinden zich in vele kerken in Nederland, België, Duitsland en elders. In de Sint-Sebastiaanskerk in Stavelot bevindt zich het reliekschrijn van Remaclus uit 1285.

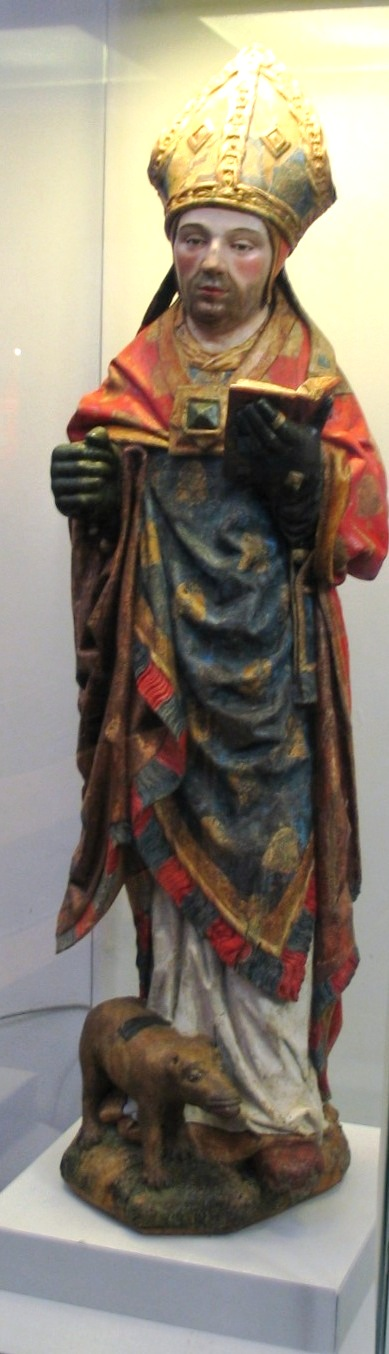
Remaclus in de St-Sebastiaans-kerk, Stavelot
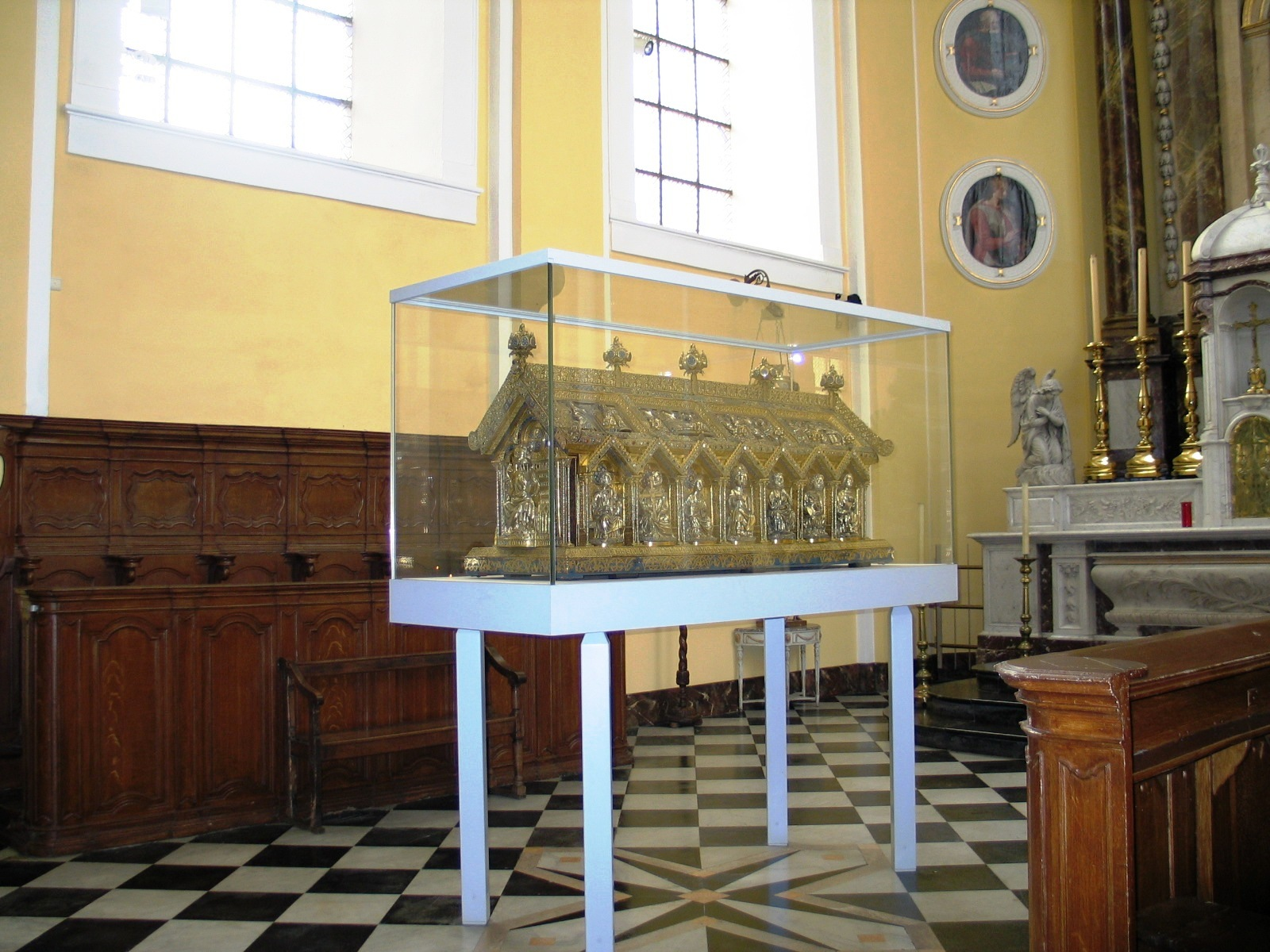
Remaclusschrijn, Stavelot
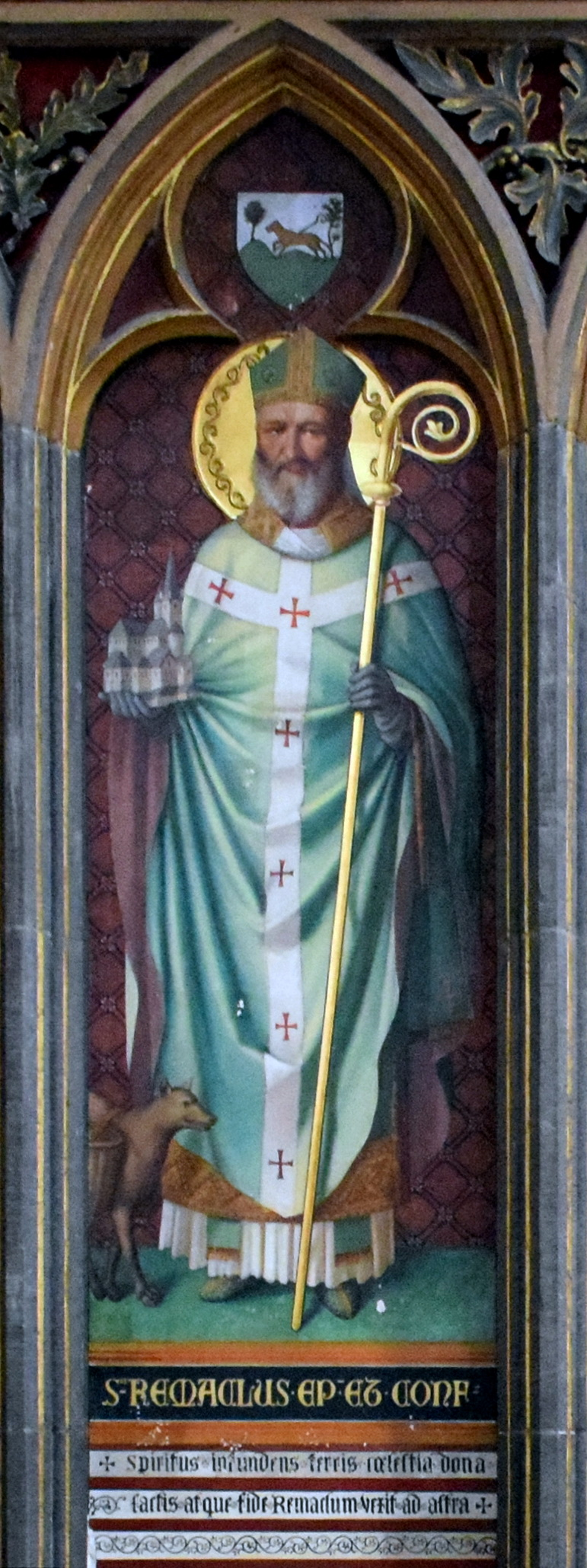
Wandschildering, St-Pauluskathedraal, Luik
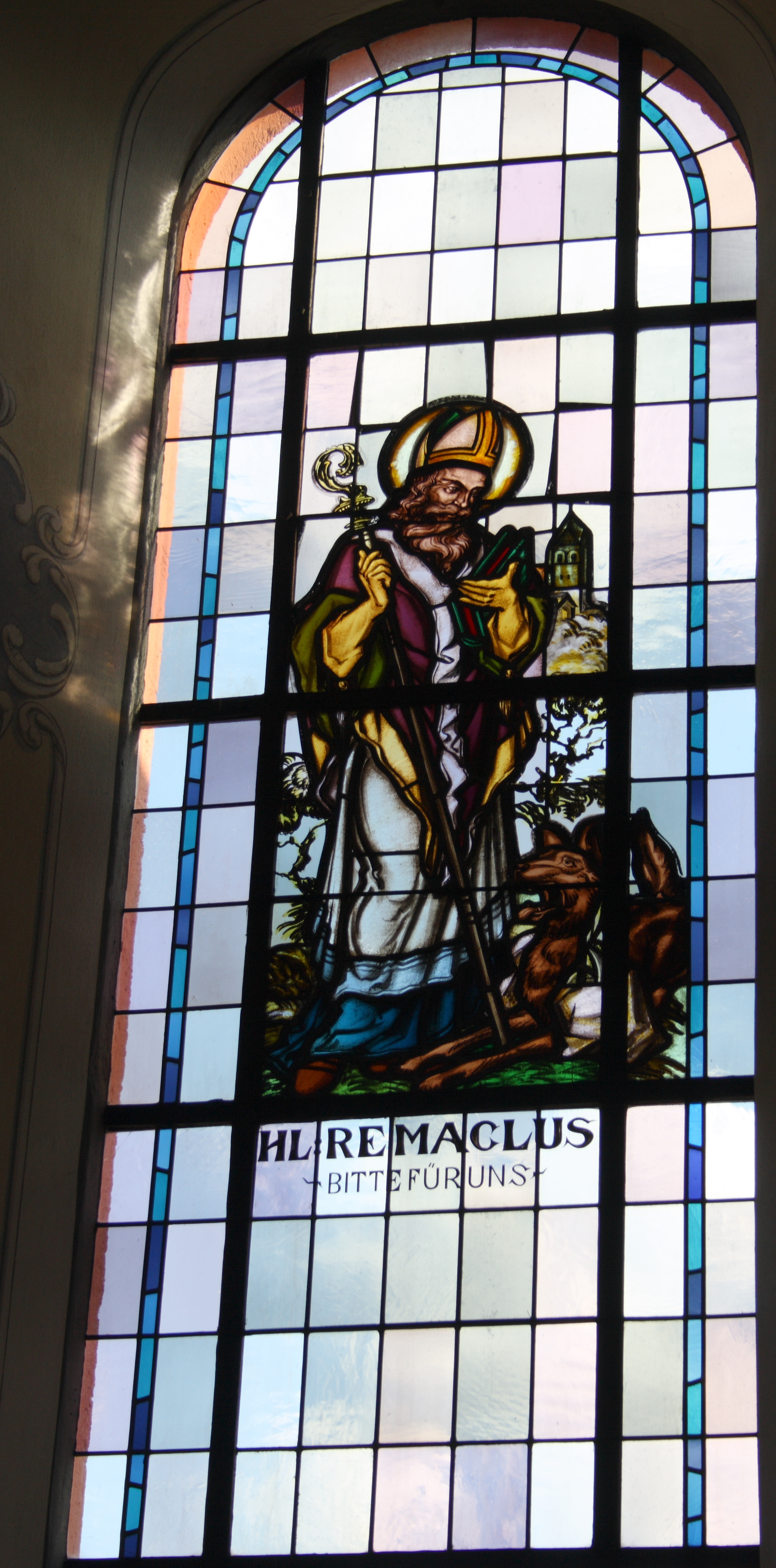
Gebrandschilderd raam, Uersfeld (D)

### Kerken
In Oost-België, maar ook in het aangrenzende buitenland, zijn diverse kerken aan de heilige Remaclus gewijd.

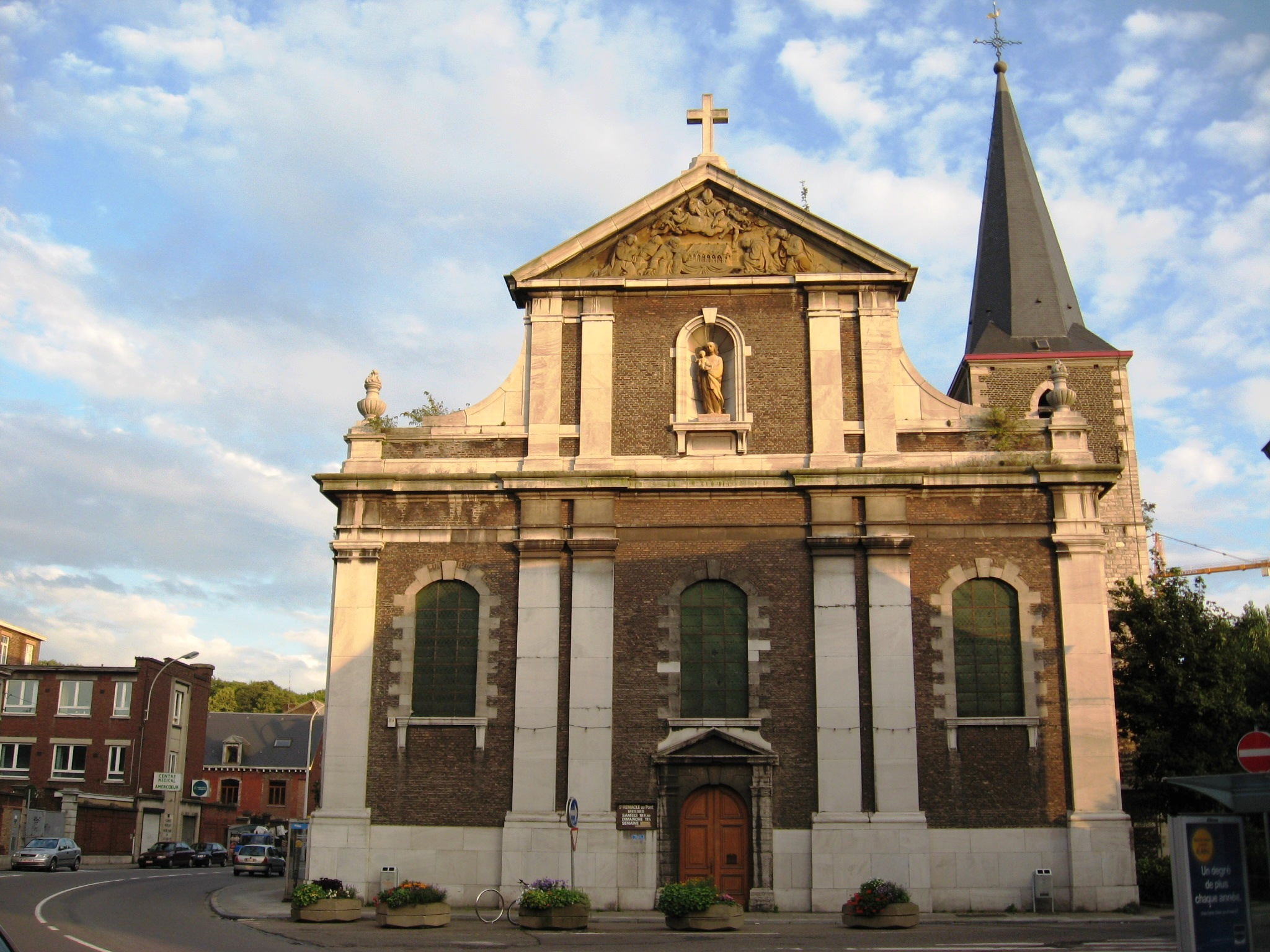
St-Remacluskerk, Luik
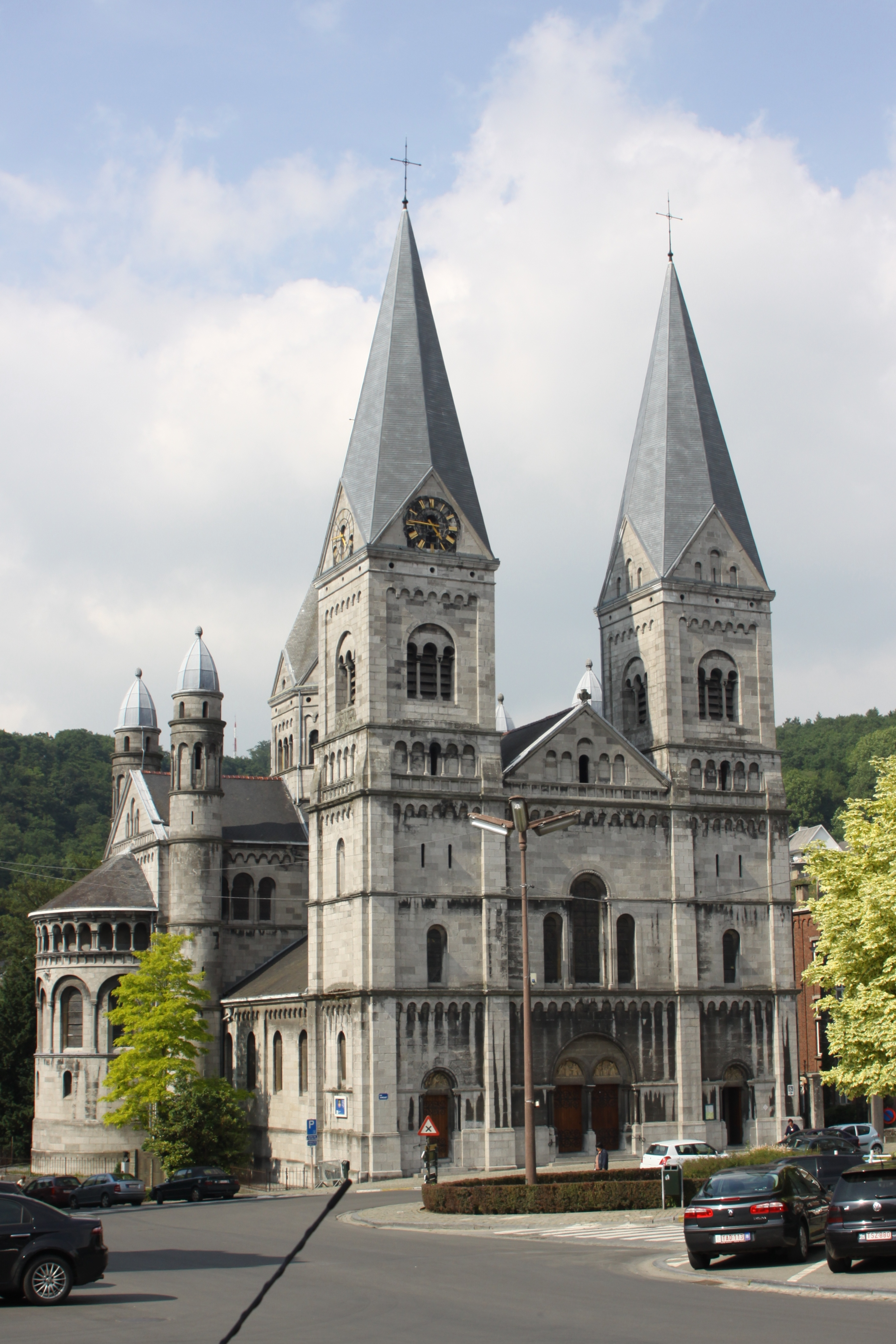
Sint-Remacluskerk, Spa
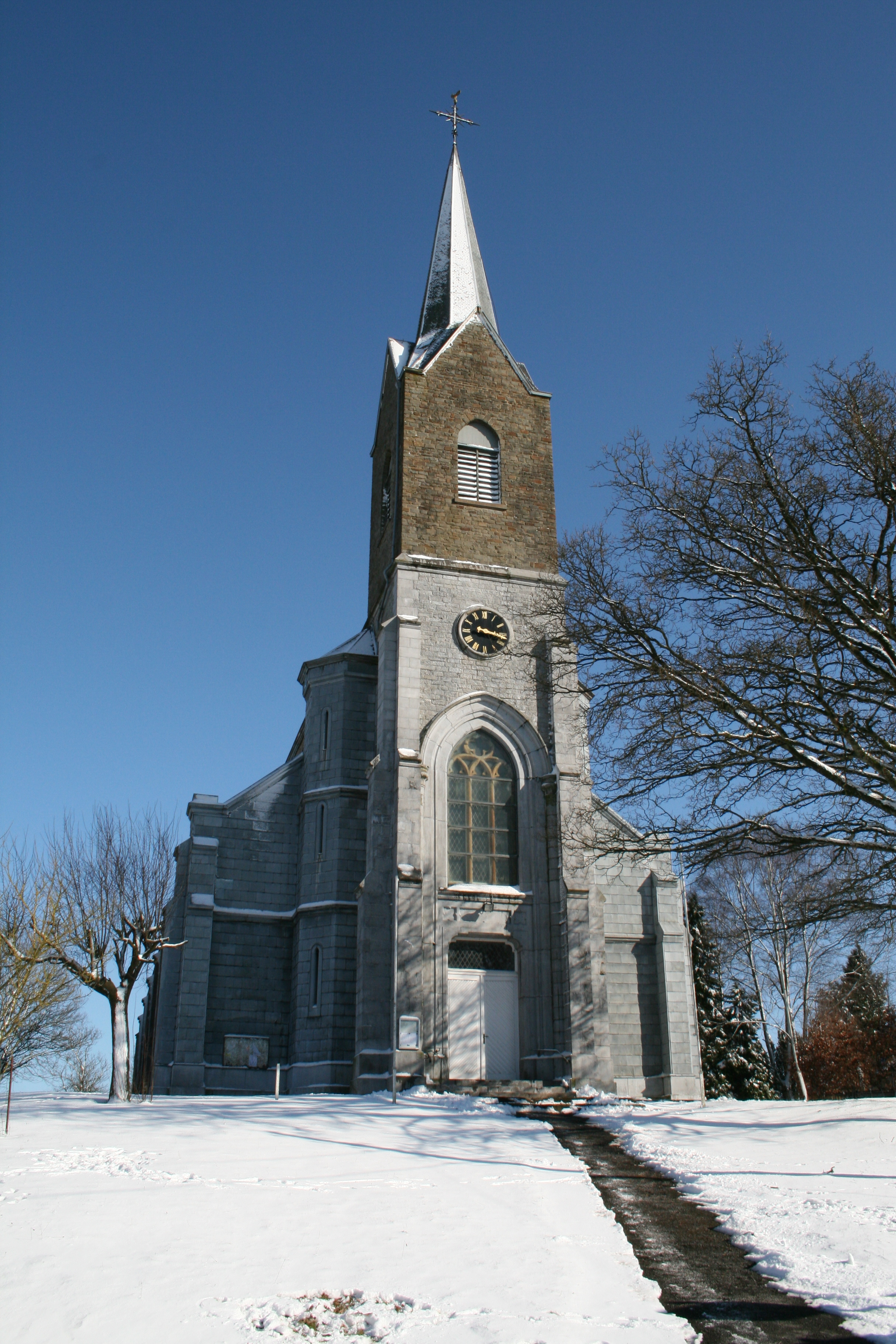
St-Remacluskerk, Champlon (B)
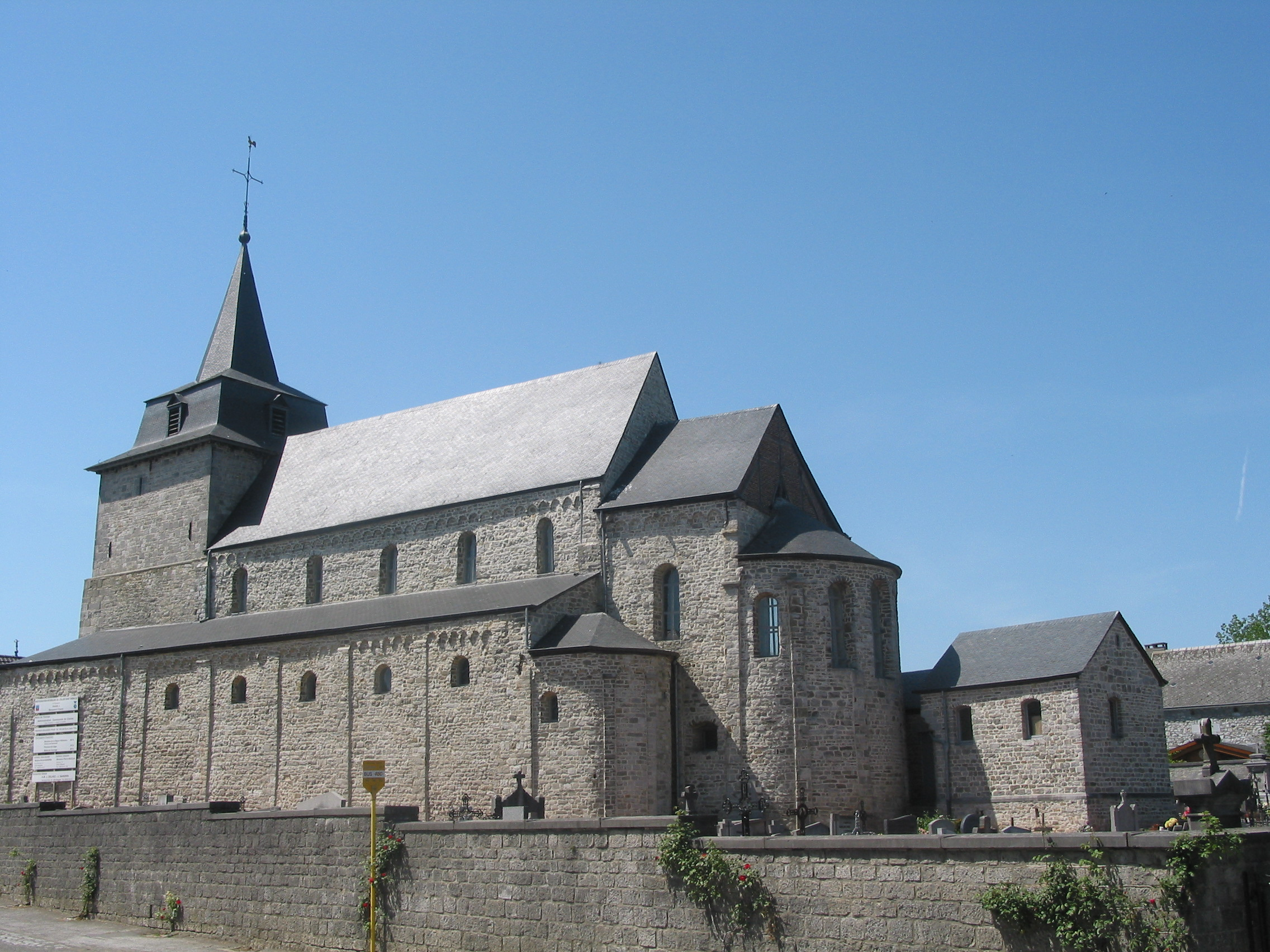
St-Remacluskerk, Ocquier (B)
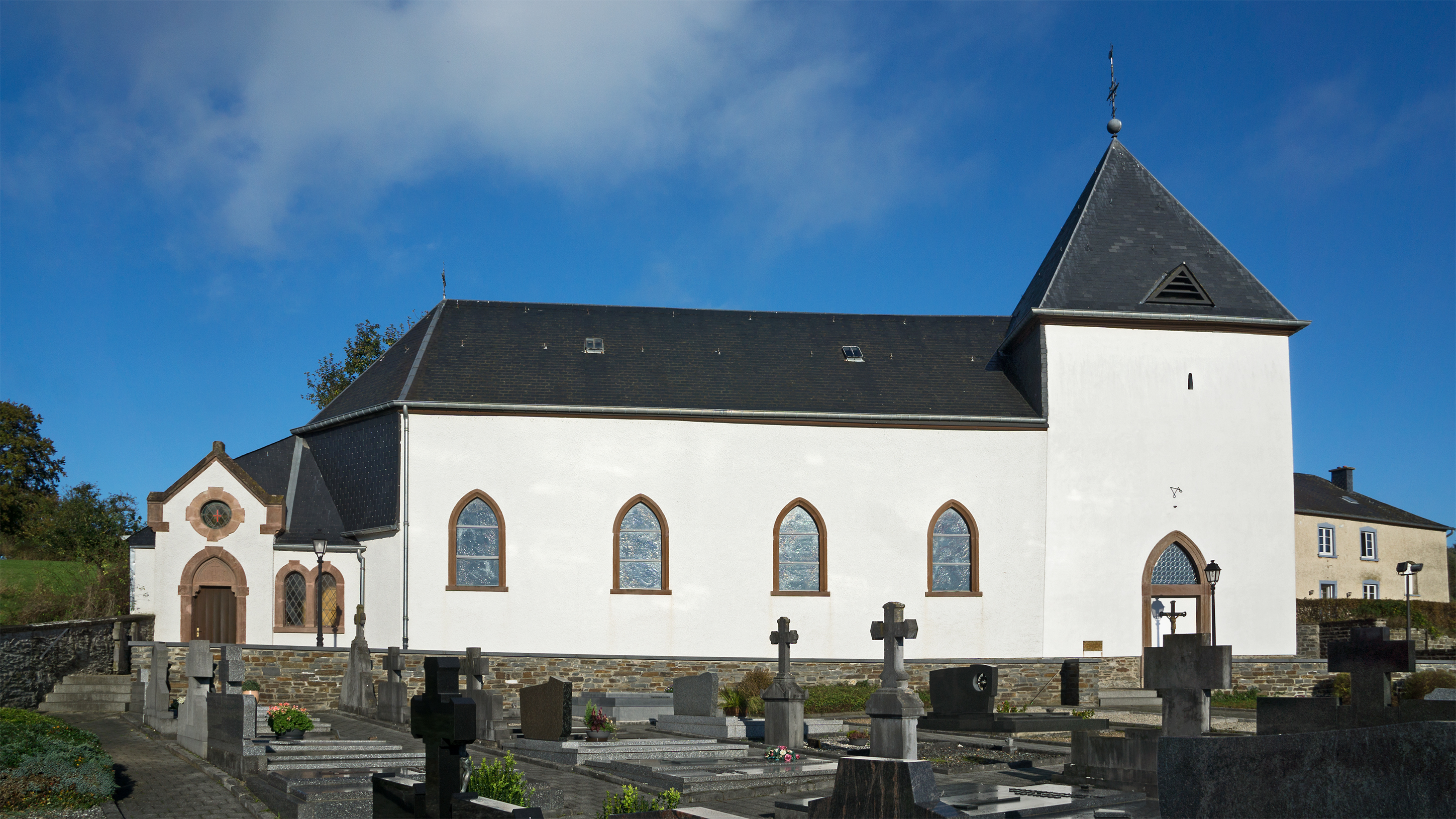
St-Remacluskerk, Oberwampach (L)
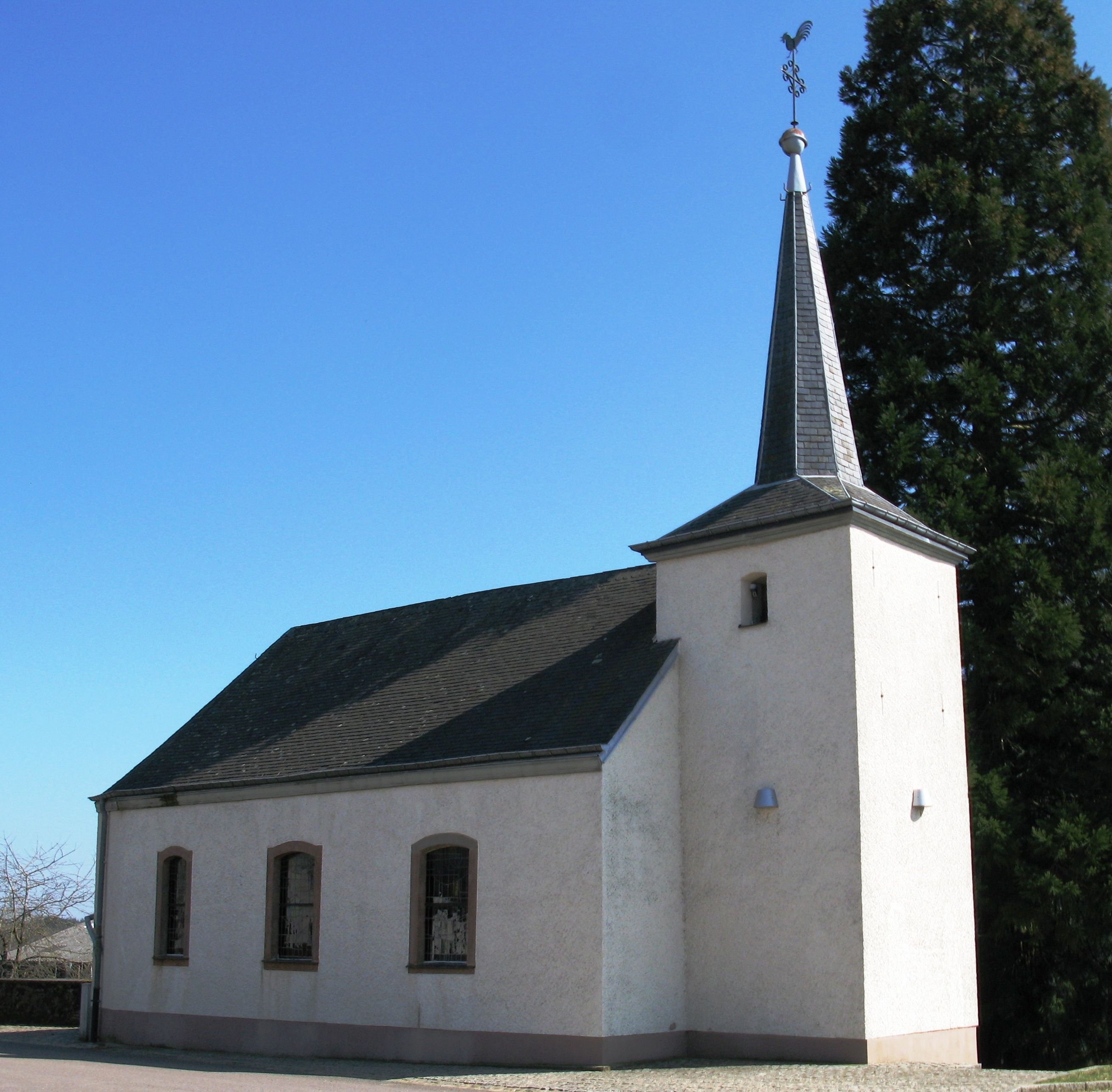
St-Remacluskapel, Eschette (L)
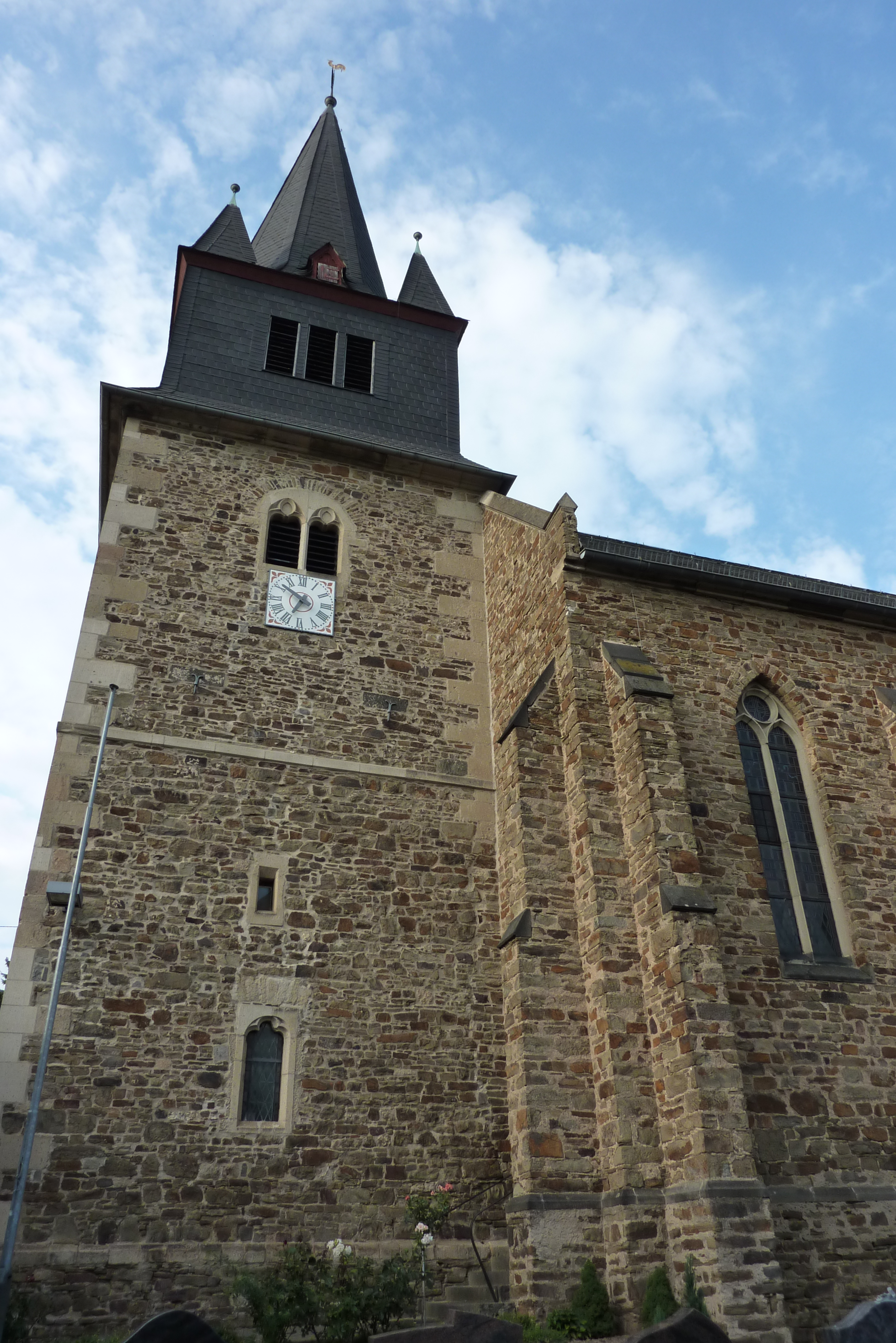
St-Remacluskerk, Waldorf (D)
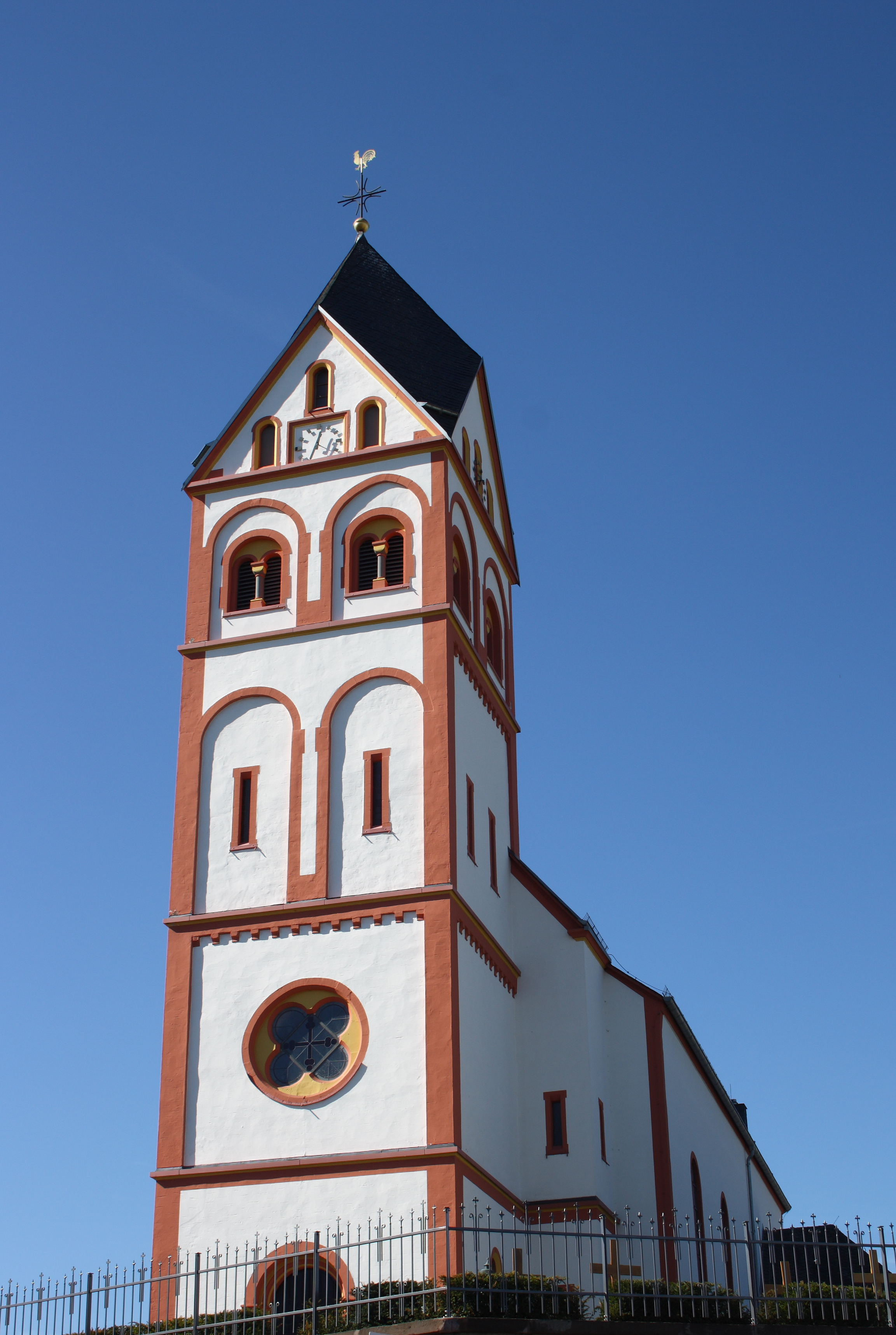
St-Remacluskerk, Uersfeld (D)

- Bibsys: 12023385
- Biografisch Portaal: 20206833
- Digitale Bibliotheek voor de Nederlandse Letteren: rema005
- Gemeinsame Normdatei: 119463652
- International Standard Name Identifier: 0000 0000 1170 7037
- Nederlandse Thesaurus van Auteursnamen: 306850702
- Système universitaire de documentation: 264590309
- Virtual International Authority File: 63145970356232252813
- WorldCat: E39PBJcc8449pGCwyCHfXMJv73